# 1856年黔江地震
1856年黔江地震，是1856年6月10日发生于中国四川省酉阳直隶州黔江县的一场地震，震中位于北纬29.7度、东经108.8度，震级为6.25—6.3级，震源深度约15千米。
清光绪《黔江县志》载：“咸丰六年五月壬子，地大震，后坝乡山崩，后坝许家弯溪口有山矗立，倏中断如截，响若雷霆，地中石亦迸出，横飞旁击，压毙居民数十家，溪口遂被堙塞。厥后盛夏雨水，溪涨不通，潴为大泽，延袤二十余里，土田庐舍尽被淹没，今设舟楫焉。朝阳寺山本一小岭，水盛时适浸寺址，四面汪洋，宛若金礁。泽名小瀛海，土人讹为小南海"。